# Гимн Зимбабве
«Simudzai Mureza wedu WeZimbabwe» — национальный гимн Республики Зимбабве.
Оригинальный текст на языке шона:

Simudzai mureza wedu weZimbabwe

Yakazvarwa nomoto wechimurenga;

Neropa zhinji ramagamba

Tiidzivirire kumhandu dzose;

Ngaikomborerwe nyika yeZimbabwe.

Tarisai Zimbabwe nyika yakashongedzwa

Namakomo, nehova, zvinoyevedza

Mvura ngainaye, minda ipe mbesa

Vashandi vatuswe, ruzhinji rugutswe;

Ngaikomborerwe nyika yeZimbabwe.

Mwari ropafadzai nyika yeZimbabwe

Nyika yamadzitateguru edu tose;

Kubva Zambezi kusvika Limpopo,

Navatungamiri vave nenduramo;

Ngaikomborerwe nyika yeZimbabwe.

Ngaikomborerwe nyika yeZimbabwe.

Английский вариант:

O lift high the banner, the flag of Zimbabwe

The symbol of freedom proclaiming victory;

We praise our heros' sacrifice,

And vow to keep our land from foes;

And may the Almighty protect and bless our land.

O lovely Zimbabwe, so wondrously adorned

With mountains, and rivers cascading, flowing free;

May rain abound, and fertile fields;

May we be fed, our labour blessed;

And may the Almighty protect and bless our land.

O God, we beseech Thee to bless our native land;

The land of our fathers bestowed upon us all;

From Zambezi to Limpopo

May leaders be exemplary;

And may the Almighty protect and bless our land.

Русский перевод:

O возносится высоко флаг Зимбабве — 

Символ свободы, возвещающий победу

Мы прославляем жертву наших героев, 

И клянемся охранять нашу землю от врагов.

И да будет Всемогущий защищать и благословлять нашу землю.

O прекрасное Зимбабве, так дивно украшенное горами, 

И свободными потоками рек;

Да прольются дожди, да взойдёт урожай;

Да будем мы питаться нашим благословенным трудом,

И да будет Всемогущий защищать и благословлять нашу землю.

O Бог, мы молим Тебя — благослови нашу родину;

Землю наших отцов, дарованную всем нам;

От Замбези до Лимпопо

Да будет наши вожди образцовыми;

И да будет Всемогущий защищать и благословлять нашу землю.